# عماد الغرباوي
عماد الغرباوي (1972 - ) هو رياضي أردني في مجال ألعاب القوى البارالمبية، شارك في دورة الألعاب البارالمبية لعام 1996 التي أقيمت في مدينة أتلانتا الأمريكية، وفاز فيها بالميدالية الفضية في لعبة رمي القرص، إذ يعد ذلك أول إنجاز أردني على مستوى الألعاب البارالمبية، وهو من ذوي الاحتياجات الخاصة، إذ أصيب بإعاقة حركية بسبب خطأ طبي حصل له وهو في عمر عامين ونصف عام، لكنه تحدى إعاقته ووجه رسالة في لقاء مع قناة رؤيا الفضائية إلى ذوي الإعاقة بعدم الجلوس في البيت لأنها تؤدي إلى عقدة نفسية.

## وصلات خارجية
عماد الغرباوي تحدى الإعاقة بإرادة من حديد - (17-4-2017) قناة Roya News على اليوتيوب.